# 蒙希布勒通
蒙希布勒通（法語：Monchy-Breton，法語發音：[mɔ̃ʃi bʁətɔ̃]）是法国上法蘭西大區加来海峡省的一个市镇，属于阿拉斯区。

## 地理
蒙希布勒通（50°24'2"N, 2°26'23"E）面积6.9 平方千米，位于法国上法蘭西大區加来海峡省，该省份为法国北部沿海省份，西北濒北海，南至索姆省，东临北部省。
与蒙希布勒通接壤的市镇（或旧市镇、城区）包括：拉蒂约卢瓦、巴约勒欧科纳耶、布里亚、马尼库尔昂孔特、马尔凯、奥斯特勒维尔。

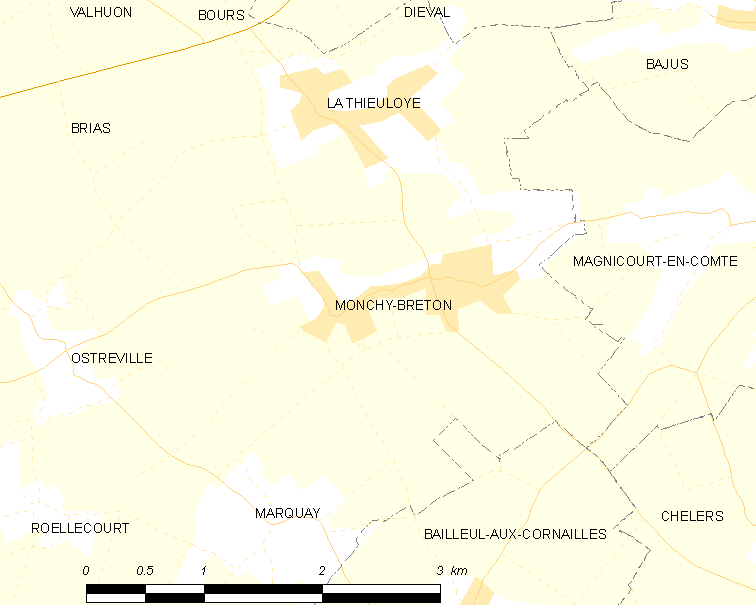
蒙希布勒通的OSM定位图

蒙希布勒通的时区为UTC+01:00、UTC+02:00（夏令时）。

## 行政
蒙希布勒通的邮政编码为62127，INSEE市镇编码为62580。

## 政治
蒙希布勒通所属的省级选区为泰努瓦斯河畔圣波勒县。

## 人口

1962-2008年间蒙希布勒通人口变化图示

蒙希布勒通于2022年1月1日时的人口数量为527人。